# San Leonardo de Yagüe
San Leonardo de Yagüe è un comune spagnolo di 2 047 abitanti situato nella comunità autonoma di Castiglia e León.
Il comune comprende la località di Arganza.
Il bosco situato nelle vicinanze di questo piccolo paesino è rinomato per l'abbondanza dei funghi di specie diverse che vi crescono in modo spontaneo.